# 브리세이스

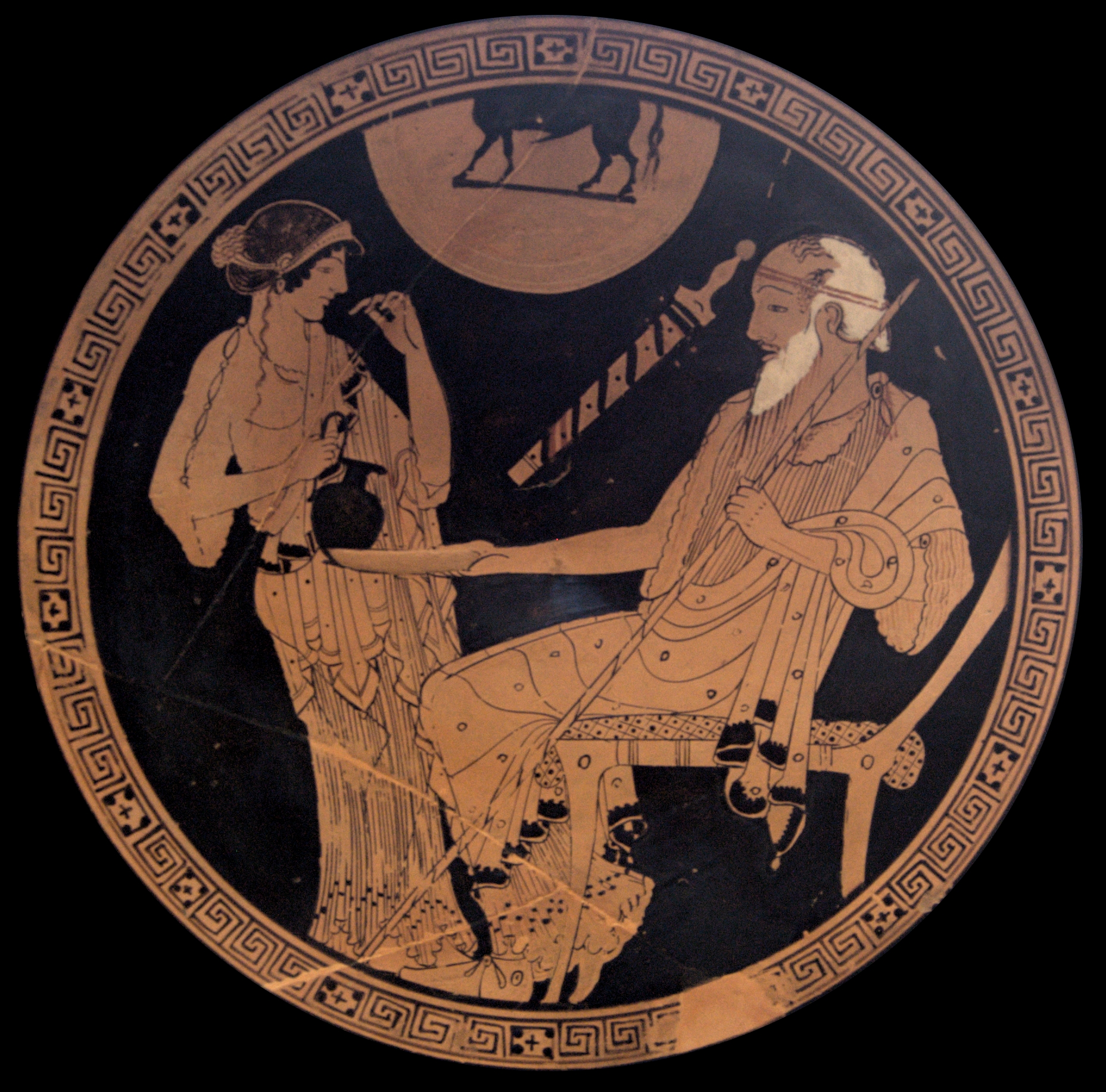
브리세이스와 포이닉스, 그리스 붉은 그림 술잔, 기원전 490년 경, 루브르 박물관소장.

브리세이스(고대 그리스어: Βρισηΐς)는 그리스 신화 트로이 전쟁에서 그리스 진영에 포로가 된 여성이다. 리르넷소스 출신 왕녀로, 그리스 최고 영웅 아킬레스가 사랑한 미녀다. 
아킬레스가 트로이 주변 23개 도시국가를 점령하는 과정에서 리르넷소스에서 그녀를 직접 선택해 총애하는 포로로 그리스군 진영으로 데리고 왔다고 한다. 
일리어드에서는 브리세이스가 리르넷소스의 왕 미네스의 아내로, 아킬레스가 전투에서 미네스를 죽인 후 왕비인 그녀를포로로 삼았다고 한다.

그러나 일리어드 외에 트로이 전쟁을 다룬 다른 고대 그리스 로마의 시 대부분이나 고대 그리스 구전에 의하면, 브리세이스는 리르넷소스의 왕비가 아니라 미혼의 공주라 한다. 리르넷소스의 왕의 이름은브리세우스(Bryseus)로, 사제를 겸하고 있으며 브리세이스는 그의 딸이라는 것이다.
또 일리어드에서 아킬레스가 죽였다고 나오는 리르넷소스의 미네스와 에피스트로포스는 그녀의 두 오빠라 한다. 그녀의 어머니에 대해서는 기록이 없다.
브리세우스가 리르넷소스의 왕이 아니라 페다소스의 왕이라는 버전도 있으며, 브리세이스는 히포다메이아로 불리기도 한다.
어느 버전이든 브리세이스는 트로이 전쟁 중 그리스군이 트로이 주변 동맹국들부터 정벌하는 과정에 아킬레스가 함락시킨 나라의 왕실 출신 포로로, 그리스군이 아킬레스의 눈부신 전공을 기려 <명예의 상>으로 선사한 미녀란 점은 거의 일치한다. 
일리어드에서 아킬레스는 브리세이스를 '내 영혼 깊숙한 곳으로부터 사랑하는 아내와 같은 여성' 이라고 칭하며, 그녀를 아가멤논에게 빼앗기자 분노해 전쟁에 참여를 거부한다. 아킬레스의 가장 가까운 벗 파트로클로스가 전사한 후 브리세이스는 아킬레스의 막사로 돌아온다. 그녀는 파트로클로스가 생전에 전쟁이 끝나면 함께 프티아(아킬레스의 조국)으로 돌아가서, 미르미돈군의 축복 속에 아킬레스와 결혼식을 올리게 해주겠다고 약속했으며, 늘 친절하게 위로해주었다며 시신 위에 엎드려 슬피 운다.  

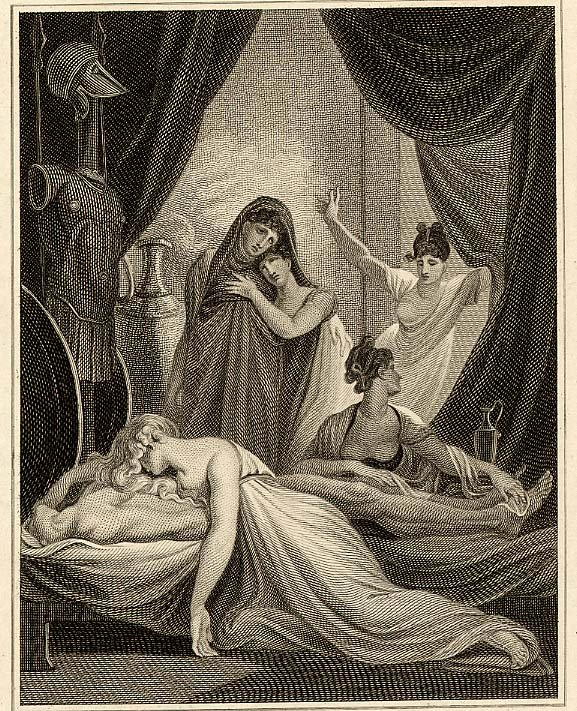
파트로클로스의 시신 위에 엎드려 우는 브리세이스, 프란시스 잉글허트, 1805년 그림

호메로스 및 트로이전쟁을 다룬 여러 고대 시인에 의하면 브리세이스는 '황금의 아프로디테와 같은 아름다움'을 지녔다고 한다. 또 브리세이스는'순수한 감정을 불러일으키는 신성한 피조물'이라고 묘사되기도 한다. 
그녀의 용모는 대체로 짙은 금발 곱슬머리에 새하얀 피부, 커다란 눈과 아름다운 볼을 지닌 키가 크고 기품있는 미녀로 그려지는데, 이는 지금까지 발굴된 브리세이스의 모습이 그려진 고대 유물 중 가장 오래되고 선명한 칼라 모자이크 벽화인 폼페이 유적의 묘사와 일치한다. 

## 아킬레스의 분노
브리세이스의 원래 이름은 히포다메이아(Ἱπποδάμεια)로, 아버지 브리세우스의 이름에서 '브리세우스의 딸'이라는 뜻의 브리세이스로 통상 불린다. 트로아드(트로이 근처 소아시아 지역의 고대 명칭)의 한 도시 국가인 리르네소스 출신으로, 아킬레스가 그 도시를 정벌한 후 그녀를 전리품으로 취했다.
호메로스의 일리아드에서는 그녀의 남편은 리르네소스의 왕 미네스였고, 그 남편은 아킬레스에 의해 죽었으며, 세 오빠 역시 모두 리르네소스가 멸망할 때 전사했다고 한다. 
그리스 진영에 역병이 돌아 군인들이 속수무책으로 죽어가자, 아킬레스는 이를 염려하여 왕들을 불러 회의를 소집하고, 예언자 칼카스를 청해 이 재앙의 원인과 재앙을 내린 신의 노여움을 풀 방법을 알려달라고 한다. 
칼카스는 아가멤논이 아폴론 신전의 사제의 딸인 크리세이스를 차지했는데, 그녀의 부친인 크리세스가 막대한 몸값을 갖고와서 딸을 풀어달라고 애원했는데 이를 무시하고 내쫓아서 아폴론이 진노해 재앙을 내린 것으로, 크리세이스를 부친에게 돌려보내고 속죄의 제물을 바쳐야 해결된다고 말한다. 
아가멤논은 이에 화를 내며  자신이 크리세이스를 포기하는 대신 아킬레스가 차지한 미녀 브리세이스를 내놓으라고 요구한다. 
아킬레스는 아가멤논의 부당한 요구에 크게 분노해 그녀를 빼앗아가면 앞으로는 전투에 나가지 않을 것이라고 선언한다. 
그러나 아가멤논은 자신이 가장 높은 왕이란 걸 강조하며, 자자신에게 복종해야 한다는 걸 가르쳐주겠다며 전령 둘을 시켜 아킬레스의 막사에서 브리세이스를 데리고 오라고 한다. 
전령 탈티비오스와 에우리바테스는 할 수 없이 아킬레스의 막사로 가지만, 아킬레스가 화를 낼 것이 두렵고 수치스러운 명령을 수행하는 것도 부끄러워 아무 말도 못하고 아킬레스 앞에 서 있기만 한다. 
그러나 아킬레스는 그들에게 '너희들에게는 잘못이 없다. 나는 그 여인을 지키기 위해 무력을 행사하지 않을 것이다. 그러나 그녀를 보내는 대가로 앞으로 일체 전쟁에 참여하지 않을 것이니, 너희는 이를 분명히 증언하라.' 고 말하고, 파트로클로스를 시켜 브리세이스를 내주라고 한다. 

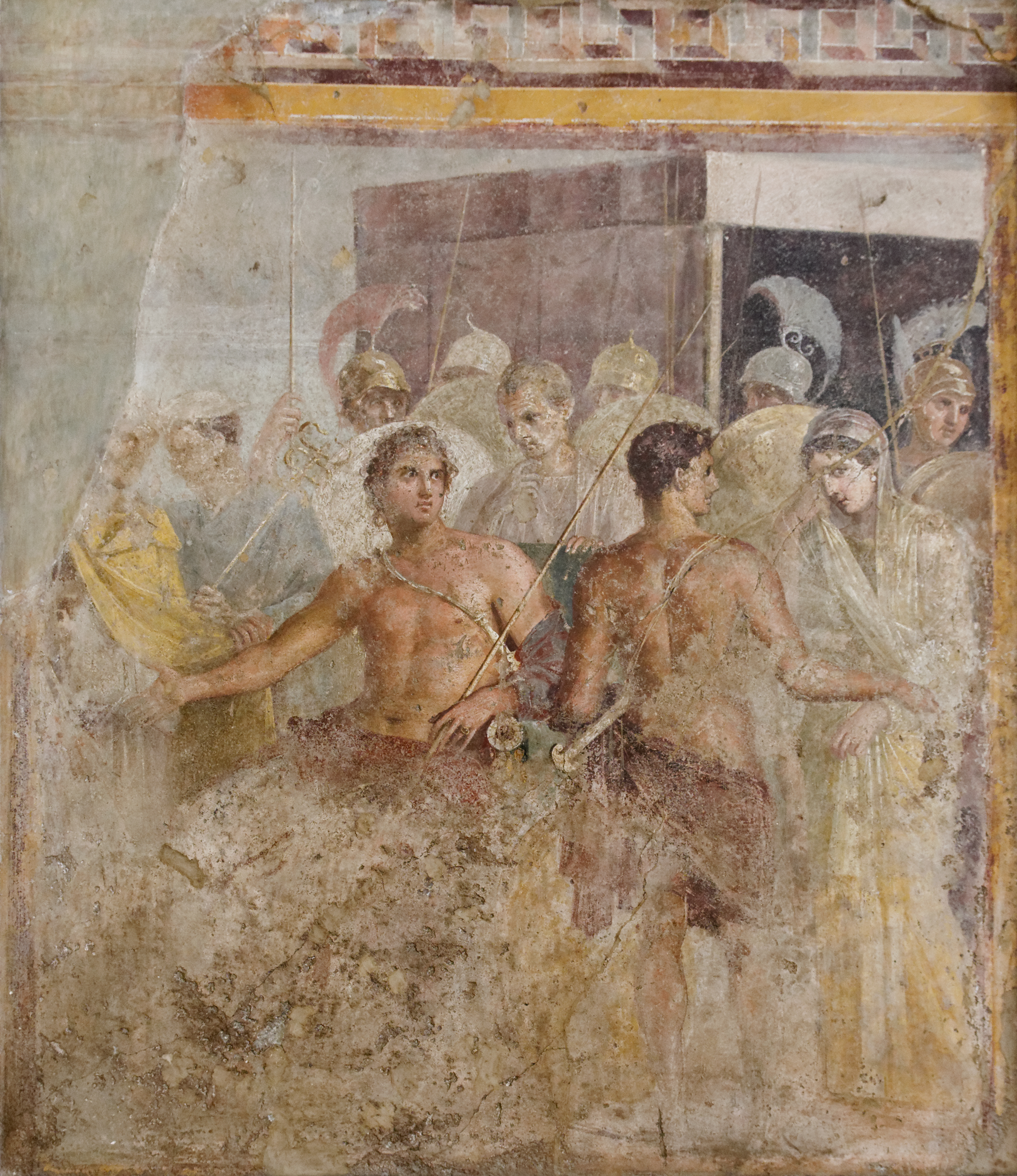
Briseis를 보내는 Achilles (왼쪽). 가운데는 Patroclus, Achilles의 의자 뒤에 손을 올리고 있는 나이든 인물은 Phoenix, 왼쪽의 두 명은 Agamemnon의 전령 탈티비오스와 에우리바티스다. 폼페이 유적 <비극의 집>에서 발견된 벽화로, 기원전 1세기 경 제작된 프레스코화다. Briseis는 '신부 베일'을 쓰고, 한쪽 손으로 눈물을 닦고 있으며, Achilles는 고통스러운 감정을 억누르는 표정이 역력하다.

일리어드는 브리세이스는 아킬레스를 따르고 있었는지, '마지못해' 그들을 따라갔다고 묘사하고 있으며, 아킬레스는 그녀가 떠난 후 홀로 바닷가에 가서 눈물을 흘리고, 어머니 테티스 여신을 불러 호소한다. 그는 이후 막사에 틀어박혀 일체의 전투를 거부한다.
아킬레스가 참전을 거부하자 전세는 순식간에 트로이군에게 유리해졌다. 그도 그럴 것이 이제껏 그리스군이 전투에서 승리한 것은 거의 전적으로 아킬레스의 맹활약에 의존했기 때문이다. 트로이는 그를 두려워해 어지간하면 아예 맞붙으려 하지 않고, 성문을 굳게 잠그고 수비에 주력하며 국지적 전투만 하는 식으로 버티고 있었다.
그러나 아킬레스와 그의 미르미돈군이 빠진 그리스군은 트로이 최고 영웅 헥토르의 군대를 당해낼 능력이 없었고, 디오메데스와 아이아스 등이 아킬레스의 빈자리를 메우려 나름 선전 했으나 역부족이었다. 헥토르가 이끄는 트로이군은 마침내 전선을 돌파하여 그리스군의 함선까지 밀고 들어왔다. 
아가멤논과 그리스 장수들은 포이닉스, 거인 아이아스, 오디세우스 등의 장수들을 아킬레스에게 사절로 보내어 달래려고 했다. 아킬레스는 이때 브리세이스를 사실상 자신의 아내라고 표현하며 진심으로 사랑한다고 말한다.

죽음을 면할 수 없는 인간들 중에 아트레우스의 아들들 만이

아내를 사랑한단 말이오? 천만에. 착하고 분별있는 사람이라면

누구든지 자신의 아내를 사랑하고 아끼는 법이오. 나 역시 비록 창으로

빼앗은 여인이기는 하나, 그와 같이 그녀를 진심으로 사랑했소.

나중에 아킬레스와 아가멤논이 화해를 하고 많은 선물과 함께 브리세이스를 아킬레스에게 돌려주는데, 이때 아가멤논은 브리세이스에게 손도 대지 않았음을 강조하며 신들께 맹세한다.
아킬레스와 브리세이스의 사랑 이야기는 호메로스의 일리아드의 기본 구성(plot)으로 중요한 위치를 차지하며, 후대의 중세 여러 전설에도 영향을 미쳤다.
AD 4세기 그리스 시인 Quintus Smyrnaeus의 [트로이의 몰락(The Fall of Troy)]이라는 제목의 장편 서사시에서는 일리어드에서 파트로클로스가 죽은 후 아킬레스의 막사로 되돌아온 후 브리세이스가 어떻게 지냈는지, 특히 그녀와 아킬레스의 관계에 대해 짐작할 수 있는 내용이 '아킬레스의 장례식' 대목을 통해 비교적 자세히 나온다.
아킬레스는 헥토르의 장례식 후 재개된 전투에서도 트로이의 강력한 원군인 새벽의 여신 아들 멤논 왕, 아마존 여전사 펜텔레시아 등을 연속적으로 무찌른다.또 그 외에도 트로이 편에 선 수많은 적을 무찌르며 전승불패로 전선에서 물러나지 않는다.
그러자 트로이의 수호신인 태양신 아폴론이 '저 자를 그대로 두었다가는 신들에게까지 도전할 것이다'라고 화를 내며 구름 뒤에 숨어 아킬레스에게 치명적인 화살을 쏘아 죽인다. 아폴론은 앞서 헥토르를 도와 파트로클로스도 죽였고, 그리스군에 역병의 화살을 쏘아 수많은 군인들이 싸움터도 아니고 전염병으로 죽게 했다. 그리스군 입장에서는 가장 원수같은 신이다.
다른 전승에서는 아폴론이 파리스가 쏜 화살의 방향을 바꾸어 아킬레스의 약점인 발뒤꿈치를 명중시켰다고도 한다. 
이에 제우스의 아내 헤라여신은 대노하여'불멸의 신이 어찌 필멸의 인간의 운명을 직접 끊는 개입을 하느냐? 더구나 아킬레스는 큰 신세를 진 테티스의 아들이요, 테티스가 인간 중에 가장 진실한 펠레우스왕과 결혼식을 올릴 때는 그대도 가서 리라를 연주하지 않았느냐? 이제 무슨 낯을 들고 테티스를 보겠느냐?' 면서 아폴론을 크게 꾸짖는다. 
어쨌든 가장 오래된 서양문학의 걸작으로 손꼽히는 일리어드의 주인공이자, 트로이전쟁 최고 영웅 아킬레스는 그렇게 트로이 함락을 직접 보지는 못하고, 영광스럽지만 실로 짧은 불꽃같은 삶을 마감한다. 
이어진 그의 장례식에는 생전에는 그토록 이 젊은 영웅의 전공과 인기를 시샘해 괴롭히던 그리스군 총사령관 아가멤논을 비롯해 거의 모든 그리스군 영웅들이 통곡하고, 아킬레스가 이끌었던 미르미돈군이 특히 크게 비통해한다.
Quintus의 시에서는 그중 가장 가슴아픈 장면이 브리세이스가 아킬레스를 애도하는 대목이었다고 전한다. 그녀는 이제껏 자신의 모든 상실보다도 더 큰 상실과 아픔이 그가 죽은 것이라며, 그가 얼마나 찬란한 빛이었는지, 노예가 아닌 아내처럼 소중히 대해주었는지, 그의 죽음을 보기 전에 차라리 자신이 죽어 흙에 묻혔더라면 좋았을 것이라며 두 손으로 연약한 가슴을 쥐어뜯어 피를 뚝뚝 흘리며 끝없이 눈물을 흘렸다고 한다. 
그리고 아킬레스의 시신을 직접 닦고, 화장한 후에 남은 뼈를 수습해 단지에 넣는 역할도 브리세이스가 했다. 
장례식에는 아킬레스의 모친 여신 테티스와 네레이드들도 참여했고, 아킬레스의 사촌인 거인 아이아스나, 아킬레스의 양부격인 포이닉스 등도 있었음에도 굳이 브리세이스가 이 역할을 맡은 것은 이들모두 그녀가 아킬레스와 가장 가까운 존재임을 인정, 전사한 남편을 장례 치르는 아내의 역할을 하도록 배려한 것이라 한다.
그러나 Quintes의 시가 아닌 다른 버전의 고대 기록에서는 아킬레스의 유골 수습을 브리세이스가 했는지 여부에 대해 침묵하거나, 달리 묘사하기도 한다. 다른 버전에서는 아킬레스의 시신의 피를 그리스군이 닦고, 화장한 유골은 먼저 죽은 파트로클로스의 유골을 담은 단지에 함께 넣어 묻었다고도 한다.
또다른 버전에서는 아킬레스의 시신은 최종적으로 그를 가장 아낀 수호신인 전쟁과 지혜의 여신 아테네가 아름답게 빛나도록 했으며, 시신을 화장하려는 마지막 순간 그의 어머니 테티스 여신이 아들의 시신을 빼돌려 영원히 살 수 있는 축복받은 영웅만이 가는 세계(White lsland Leuke)로 데리고 갔다고도 한다. (Thetis does not need to appeal to Zeus for immortality for her son, but snatches him away to the White Island Leuke in the Black Sea, an alternate Elysium where he has transcended death, and where an Achilles cult lingered into historic times.)

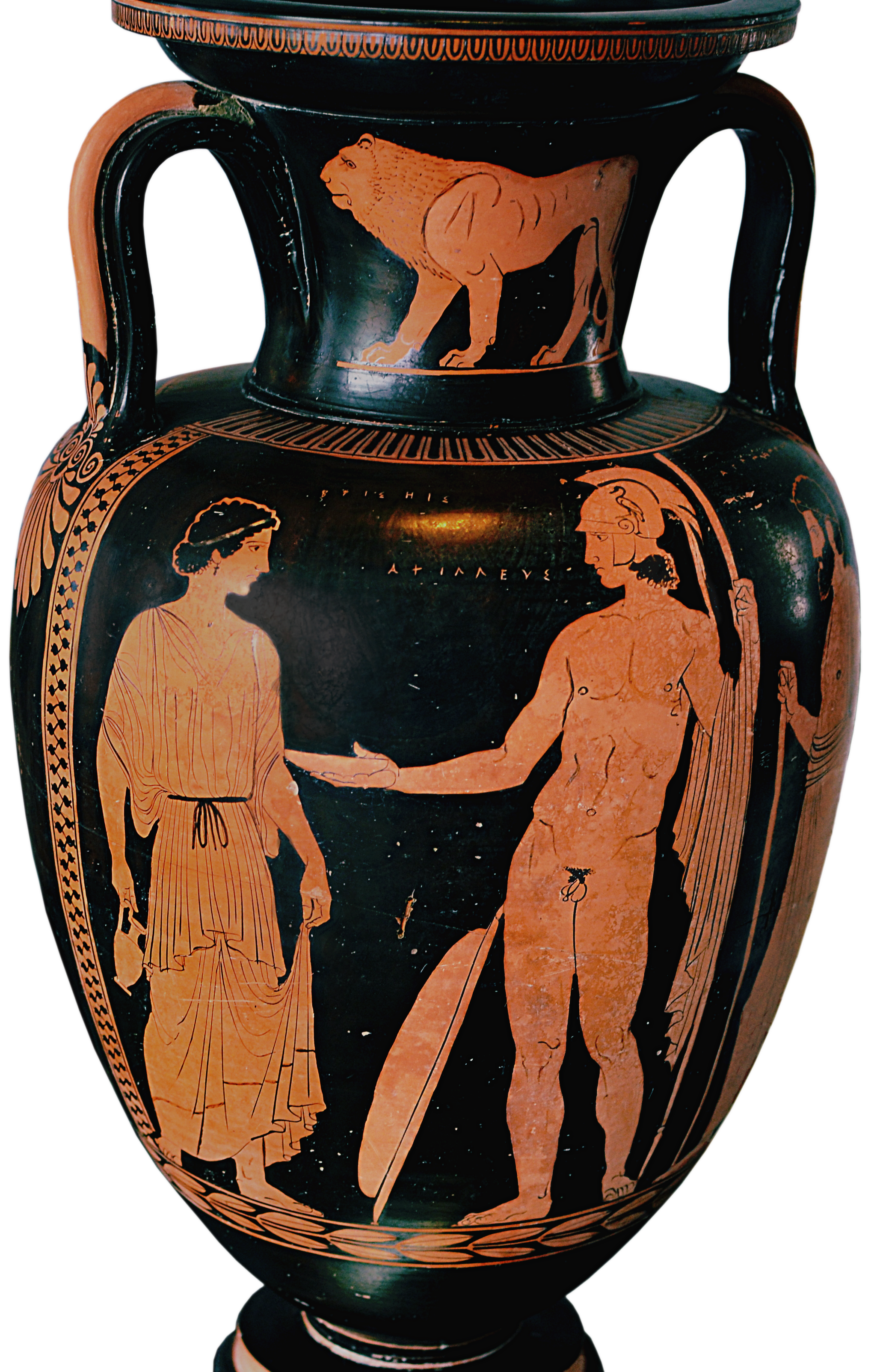
Achilles와 Briseis가 등장하는 고대 도자기. 기원전 430년~410년 무렵 제작된 작품으로, 인물 위에 이름이 적혀 있다. '베를린의 춤추는 소녀' 작품으로 유명한 작가가 붉은 염료로 그린 Amphora (고대 그리스나 로마 시대에 쓰던, 양 손잡이가 달리고 목인 좁은 큰 항아리) 로 현재 이탈리아 레체의 박물관에 있다. (Museo Provinciale Sigismondo Castromediano 재고번호 571) 정면 장면은 왼쪽에 Briseis가 오른손에 oinochoe(오이노코에 : 손잡이가 달린 고대 술주전자)를 갖고 있으며, 코린트식 헬멧을 쓰고 창과 둥근 방패를 지닌 오른쪽의 Achilles로부터 phiale(파일리 : 고대 그리스·로마의 접시 비슷하게 생긴 얕은 컵으로 중앙에 양각(陽刻) 장식이 있으며, 음료를 마시거나 제삿술을 부을 때 사용)를 받고 있다. Achilles의 뒤에서 Agamemnon이 월계관을 쓰고 지팡이를 짚고 이 장면을 지켜보고 있다.

아킬레스의 장례식이 끝난 후 브리세이스의 행방에 대해서는 확실히 전해지는 바가 없다. 
일부에서는 아킬레스가 죽은 후 그와 스키로스 섬 리코메데스왕의 장녀 데이다메아 사이에서 태어난 아들이라는 네옵톨레모스 혹은 피라스(붉은머리라는 뜻)가 트로이로 와서 아버지 대신 미르미돈군을 지휘했고, 그때까지 미르미돈 막사에 있던 브리세이스를 보고 아버지의 여자로 인정해 어머니처럼 대우했다고도 한다. 그러나 네옵톨레모스가 실제로 아킬레스의 아들인지 여부나 심지어 그 존재 자체에도 회의를 표시하는 이들도 많다.
다른 전승에서는 브리세이스도 아킬레스가 죽은 후 그리 오래 지나지 않아 병에 걸려 죽었다고도 한다.